# Rückfußlauf
Der Rückfußlauf, der auch Fersenlauf genannt wird, ist ein besonders bei Hobbyläufern, Langstreckenläufern und Marathonläufern angewandter Laufstil. Dabei prallt der Fuß bei der Aufsatzphase im Bereich des Fersenaußenrandes auf den Boden. Der Fuß knickt dann leicht nach innen, bis die komplette Sohle aufliegt. Schließlich rollt der Fuß über den Großzehenballen ab, während er sich gleichzeitig schon wieder abdrückt. 
Der Rückfußlauf ist am weitesten verbreitet, da er weniger anstrengend als der Vorfußlauf zu sein scheint. Die meisten Laufschuhe (außer v. a. Sprintschuhe) sind auf diesen Laufstil ausgerichtet. Durch ihre zusätzliche Dämpfung sollen sie den Nachteil der stärkeren Belastung der Gelenke durch den Aufprall ausgleichen. Neueren Untersuchungen zufolge nimmt allerdings die tatsächliche Stärke der Erschütterung zu, je besser ein Laufschuh gedämpft ist, denn der menschliche Fuß passt sich an die Härte des Untergrunds an. Barfuß laufen nur wenige im Rückfußstil, mit der Ausnahme weichen Untergrundes wie Strand und Wiese, weil auf härteren Untergründen nur mit gelenkentlastender Rückfuß-Laufstil-Optimierung im Sport die fußeigenen Dämpfungselemente (Fußsohle, Fußgewölbe) knapp ausreichen. Daher bevorzugen die meisten Läufer barfuß den Vorfußlauf, andere weichen auf Mittelfußlauf aus, im Breitensport bleiben aber etwa gleich viele beim Rückfußlauf.
Da die Ferse knöchern ist und über keine Dämpfungseigenschaften verfügt, wird die Erschütterung direkt auf das gesamte Knochengerüst übertragen.
Der Vorfußlauf ist außerdem dank der Rückstoßelastizität des Muskel- und Bindegewebes deutlich ökonomischer und kraftsparender als der Rückfußlauf. Die Umgewöhnungsphase muss allmählich erfolgen, um Verletzungen durch eine plötzliche Überlastung zu vermeiden.
Beim Barfuß-Gehen ist das Aufsetzen auf dem Mittelfuß vorteilhaft. Schuhe hingegen haben meist eine starke Dämpfung auf der Ferse, wodurch ein Auftreten mit der Ferse möglich und – aufgrund der größeren Schrittlänge – vorteilhaft wird. In westlichen Ländern ist das Auftreten mit der Ferse beim Gehen und auch beim Laufen mittlerweile am gebräuchlichsten. Professionelle Marathonläufer verwenden jedoch den Vorfuß- oder Mittelfußlauf.

## Vorteile des Laufens auf dem Rückfuß
- Gerade im langsamen Lauftempo, das dem Gehen näher kommt, gut geeignet

## Nachteile des Laufens auf dem Rückfuß
- Stärkere Stoßbelastung der Gelenke
- Weniger flüssige Laufbewegung, da der Stoß der Laufbewegung vom Fersenbein direkt in obere Körperregionen weiter geleitet wird
- Im Gegensatz zum Vorfußlauf knickt der Fuß gerade bei Überpronation stärker nach innen.
- Der Fersenaufsatz geht in der Regel mit einem zu langen Schritt (in Laufrichtung) nach vorne einher. Durch den Fußaufsatz vor dem Körperschwerpunkt wird der Läufer stärker abgebremst als beim Mittelfußlauf oder Vorfußlauf.